# Uno scapolo molto abile
Uno scapolo molto abile (All Tied Up) è un film commedia del 1994 diretto da John Mark Robinson. In italiano è noto anche con i titoli Preso! e È infedele, mi vendico e lo sposo.

## Trama
Brian compra un anello di fidanzamento per Linda, la sua ragazza, che in quel momento è fuori città. Lei torna prima del previsto e lo sorprende a letto con un'altra donna. Essendo l'ultima di una serie di infedeltà, Linda lo lascia. Brian allora si introduce nella casa che Linda condivide con le coinquiline Kim e Sharon, nella speranza di riconciliarsi con lei. Viene però legato al letto dalle tre donne per diversi giorni: lo vestono con una gonna, lo radono con un rasoio arrugginito, si comprano gioielli con la sua carta di credito e gli fanno quasi perdere il lavoro impedendogli di presentarsi a un importante colloquio importante. Alla fine Linda lo libera.
Brian ne rimane colpito e dopo qualche giorno torna in quella casa, rapisce Linda e la porta a casa sua, dove la lega a una sedia. Lei non si lascia convincere dal suo amore e lui la libera, ma in seguito cambia idea e i due si riconciliano, con l'accordo che lei potrà legarlo durante le loro future avventure sessuali.